# しゃべくりDJ デーモン閣下のミュージックアワー
『しゃべくりDJ デーモン閣下のミュージックアワー！』（しゃべくりディージェー　デーモン閣下のミュージックアワー）は、歌謡ポップスチャンネルで2016年11月23日から放送中のテレビ番組。

## 番組概要
70～80年代の昭和歌謡をデーモン閣下が独自の視点で解説し、しゃべくり倒す。
ラジオブースから当時のレコード盤や流行したアイテムとともにお届けする、観て聴いて懐かしむテレビで観るラジオ風音楽番組。20世紀の懐かしい話題を特集する「今回のスポットライト」、デーモン閣下自身がセレクトした曲を届けるコーナーもあり。

## 出演者
- デーモン閣下

## エピソード
1. 1985年のヒットナンバー、特集：ツッパリミュージック
2. 1988年のアイドルヒットナンバー、特集：80年代・準Ａ級アイドルに愛を込めて！
3. 1978年のヒットナンバー、特集：ミュージシャンの引き際！
4. 1975年のヒットナンバー、特集：ニューミュージックというミュージック

## スタッフ
- 構成：久保有輝
- カメラ：高師専吉
- 音声：浅川 潤
- スタイリスト：板垣美果
- 編集：田口智樹
- MA：伊藤一馬
- 音効：小澤利之
- スタジオ：jEo
- 技術協力：フロム アール、IMAGICA
- 協力：POWER PLAY MUSIC、RARE高円寺店、高円寺ゴジラや、diskunion昭和歌謡館
- 広報：須賀陽子（IMAGICA TV）
- AD：室岡大貴、池田聡
- AP：内藤友基（IMAGICA TV）
- ディレクター：松井香与子、石津雄馬
- プロデューサー：高木 慶（IMAGICA TV）、阿久津耕太
- 制作協力：WIN'S MOMENT
- 制作著作：歌謡ポップスチャンネル